# Магія в Стародавньому Єгипті

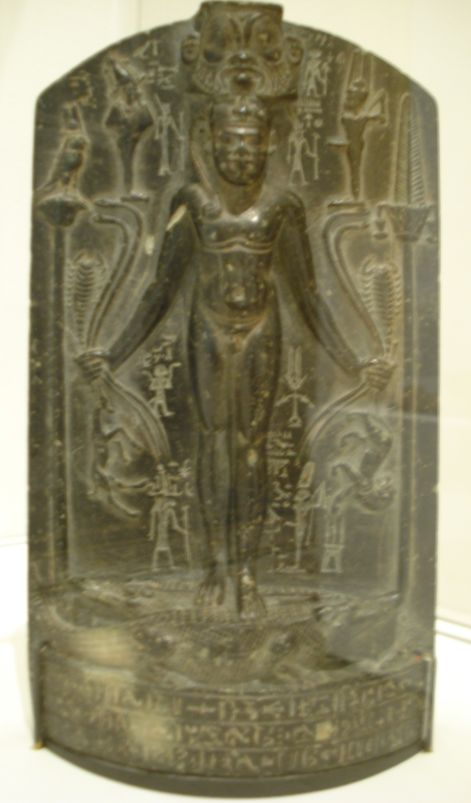
Магія зцілення. Стела Гора

Магія в Стародавньому Єгипті — частина релігійного життя давніх єгиптян. Магічні ритуали (складалися з заклинань, приворотів, проклять) були пов'язані з релігійними обрядами. Тому насамперед ними володіли жерці. Існували усні та письмові магічні тексти. Центрами магічних ритуалів були міста Мемфіс, Фіви, Геліополь, Гермополіс.

## Загальна характеристика
В давньоєгипетській мові магія позначається «хека». У «Текстах саркофагів» (в заклинанні 261) йдеться, що хека існувала ще до настання подвійності. Термін «хека» так само використовувався при здійсненні магічних ритуалів, а коптська слово «хік» бере свій початок в давньоєгипетській говірці. Відповідне ім'я носив бог-покровитель магії Хека.
Слово «хека» в дослівному перекладі означає «посилення діяльності Ка». Давні єгиптяни вважали, що збільшення сили душі — це принцип за яким працює магія. Слово «хека» також має на увазі під собою велику силу і вплив, які людина, що практикує, може вплинути на Ка богів. Хека взаємодіє з «Ху», принципом божественного вислову, і «Сіа», концепцією божественного всезнання, для створення основи за допомогою якої можливо буде творити в двох світах (у світі мертвих і світ богів).
Тогочасні жерці вірили, що оживив Ка за допомогою бога Хека, вони зможуть вплинути на інших богів, з метою отримання захисту, зцілення і перетворення. Здоров'я і цілісність буття були священні для Хека. Магічними заклинаннями особливо сповнені «Тексти пірамід».

## Ритуали і заклинання
Існування в потойбічному світі в кінцевому підсумку забезпечувалося лише непохитною вірою в силу магії і ритуалу. Саме цьому насамперед присвячені магічні тексти. Особливо магічні ритуали були пов'язані з похованням померлого, насамперед фараона. Так, перед відправленням до царства померлих перевізник («той, хто дивитися позаду себе») влаштовував магічний допит своєму пасажиру-фараону, той повинен був відповідати цілком певним чином. Перевіз в східну частину неба було зумовлено магічним знанням пасажира, його моральні якості ніякої ролі при цьому не відігравали. «Тексти пірамід» також рясніють магічними заклинаннями для охорони від численних змій та різних небезпек померлого фараона.
Багатющим культурно-історичним матеріалом наука зобов'язана віруванням єгиптян в магію, котра перетворювала зображення у поховальних камерах в реальне життя, за умови здійснення заупокійного культу. Оскільки для рідних померлого рясні постійні жертви скоро виявилися збитковими, то магія «навчила» їх готувати штучні дари (тварин, хліби, судини) з дерева і каменю і шляхом формул повідомляти їм здатність постійного вживання.
Магія давала можливість забезпечити на вічні часи, навіть після припинення роду, заупокійний культ і позбавити його від можливості припинення, що неминуче мало настати, попри будь-які вклади і заповіти. Данві єгиптяни прийшли до переконання, що зображення жертви на могильній плиті або жертовнику дійсно, якщо біля нього написана магічна формула, що відносить дари до небіжчика, названому на ім'я і по матері (для більшої надійності). Це відкриття дало можливість живим єгиптянам зробитися дуже щедрими щодо своїх небіжчиків: в написах вони приносять їм через Осіріса і Анубіса тисячу биків, гусей, хлібів і таке інше.
Найголовніше і просте з магічних дій — прочитання цієї заупокійної формули з обов'язковим згадуванням імені покійного. Той, хто читає формулу цим самим обов'язково обумовлював її дію й змушував у потойбічному світі Осіріса і богів надавати те, що нею вимагалося. Не випадково в мастабах Стародавнього царства часто зустрічаються звернення до живих, в яких померлий просить кожного, хто опинився поблизу місця його поховання, виголосити відповідну магічну формулу, здатну забезпечити його всім необхідним. Померлий обіцяє тим, хто прихильно поставиться до його прохання, добре ставлення до них після смерті з боку живих.
В епоху Середнього царства бурхливо розвивається заупокійна магічна література в стилі «Текстів пірамід». Перш за все, це так звані «Тексти саркофагів», що написані на стінах кам'яних і дерев'яних домовин померлих різного рангу і становища. Це тексти з Саккари, Ассіута, Ріфе, Бені-Хасана, Ель-Берше, Меира і Фів. Вони являють собою багатющий матеріал для вивчення історії уявлень єгиптян про потойбічне життя.
Магія в багато в чому доповнювала релігійні культи та обряди. Яскравим прикладом є ушебті. Це зображення людей, які в силу магії могли оживати і виробляти в потойбічному світі фізичні роботи, до яких міг виявитися покликаним померлий, — за аналогією із земним життям. Над ушебті вимовлялися заклинання від імені померлого, тому після імені і звання померлого стоїть: «говорить він (вона)». Ушебті в усі історичні періоди Єгипту зберігали значення лише як магічні фігурки, «виконували» ненависні єгиптянам повинності для царя загробного світу — Осіріса. Над ними завжди відбувався в гробниці обряд перетворення на живу діючу особу в останній поховальній камері. Там від імені покійного жрець вимовляв над фігурками закляття, зміст якого відомо з 6 і 151 глав «Книги мертвих». В могилах стали з'являтися магічні амулети, що використовувалися ще за життя для захисту померлого.
Водночас усі єгипетські гробниці містять в собі докладні описи того, що трапиться з людиною, який потурбує мумію, що знаходиться в саркофазі. Вони являли за своїм змістом прокляття порушникам спокою померлого. Ці магічні формули були адресовані не лише розкрадачам гробниць, а й тим, хто робив замах на приношення, які з гробниць часто забирали самі жерці.
Магічні елементи у поєднані з етичними моментами пов'язано з ідеєю загробного суду, що остаточно формується в часи Нового царства. Так, письмова фіксація відмови від своїх гріхів мовби знищує їх, а що знаходяться в рівновазі ваги, на які при потойбічному суді Осіріса кидають серце, свідчать про його праведність. Смерть і стан після неї вважали продовженням земного існування, при цьому тлумачили це настільки буквально, що існували спеціальні заклинання, які повинні були відвернути в потойбічному світі смерть від людини, вже померлої на землі.

## Магія та релігія
Численні культи та вірування були пов'язані з магією, а магічні практики були тісно переплетені з релігією. Навіть регулярні ритуали, виконані в храмах вважалися магією. Це виявлялася під час численних свят, присвячених богам. Так, під час святкування Нового року статую богині Хатор встановлювали в альтанці з опущеними фіранками. При появі першого променя сонця фіранки відкривалися, щоб богиня могла возз'єднатися з сонячним батьком і знову наповнитися магічною силою.
Магічною метою свята Хед-сед було оновлення фізичних сил постарілого фараона. Ритуал цієї церемонії включав поховання статуї фараона, що символізував старого фараона і спробу омолодження царя, яка полягала в ритуальному бігу фараона в присутності богів. Біг проходив на відрізку дороги, обмеженому стовпчиками або гірками з каменів. Свідоцтва цього ритуалу були знайдені в заупокійному ансамблі ступінчастої піраміди фараона Джосера.
Магія була тісно пов'язана зі жрецтвом. Оскільки храмові бібліотеки містили численні магічні тексти, велике магічне знання приписується жерцям-промовцям, які вивчали ці тексти. Ці жерці часто працювали за межами своїх храмів, надаючи свої магічні послуги іншим давнім єгиптянам.

## Лікування і привороти
Магічні формули використовувалися під час процесу одужання людини. Відомі магічні заклинання для лікування під час мору. Давньоєгипетські лікарі як лікування використовували скарабеїв, магічні амулети.
Для вигнання духів при надприродних хворобах використовувалися як лікарські засоби, так і різні магічні прийоми. Думали, що погані запахи і гірка їжа відлякують злих духів. Тому до складу ритуальних сумішей при магічних процедурах включали такі екзотичні продукти, як частини хвостів мишей, виділення з вух свиней, кал і сечу тварин. У Стародавньому Єгипті були дуже поширені різні любовні напої, може бути навіть більше, ніж в даний час. Під час розкопок було знайдено опис незвичайного заклинання, що належить до періоду правління XX династії, в якому маг загрожує богам знищити їх храми в разі невиконання його бажання.

## Магія в житті
Окремі особи також часто використовують магічні методи для особистих цілей. Магія розглядається насамперед як спосіб для людей, для запобігання або подолання негативних явищ. Магічні тексти читали для досягнення пошани і поваги, як відвести від себе гнів начальства.
Особливі магічні заклинання повинні були охороняти людину від сили вогню і дати йому владу над вогняною стихією. Очисні церемонії, дотримання харчових табу в з'єднанні з магією покликані були усувати усе ритуально нечисте, темне, зле, небезпечне для померлого в його загробного життя. Знання цього відкривало шлях до спасіння і вічного життя, незнання вело до смерті. Також селяни використовували просту магію для своїх власних цілей, а тому, ці магічні знання передавалися в усній формі.
Пророцтва в Стародавньому Єгипті розглядалися як спосіб дізнатися божественну волю, щоб людина могла жити і діяти у відповідності зі своїм призначенням. Найпоширенішим способом передбачення майбутнього в Стародавньому Єгипті були передбачення за сновидіннями. Існувала посада великого провидця при дворі фараона. Також існували подібні посади при храмах, центрах перебування основних богів — Амона, Ра, Птаха. Найвідомішими провидцями були Йосип за часів гіксосів (згадується в Біблії) та Неферті (з «Пророцтва Неферті»). Здійснювалося також ворожіння, передбачення з використанням посудин, чарівних ліхтарів.

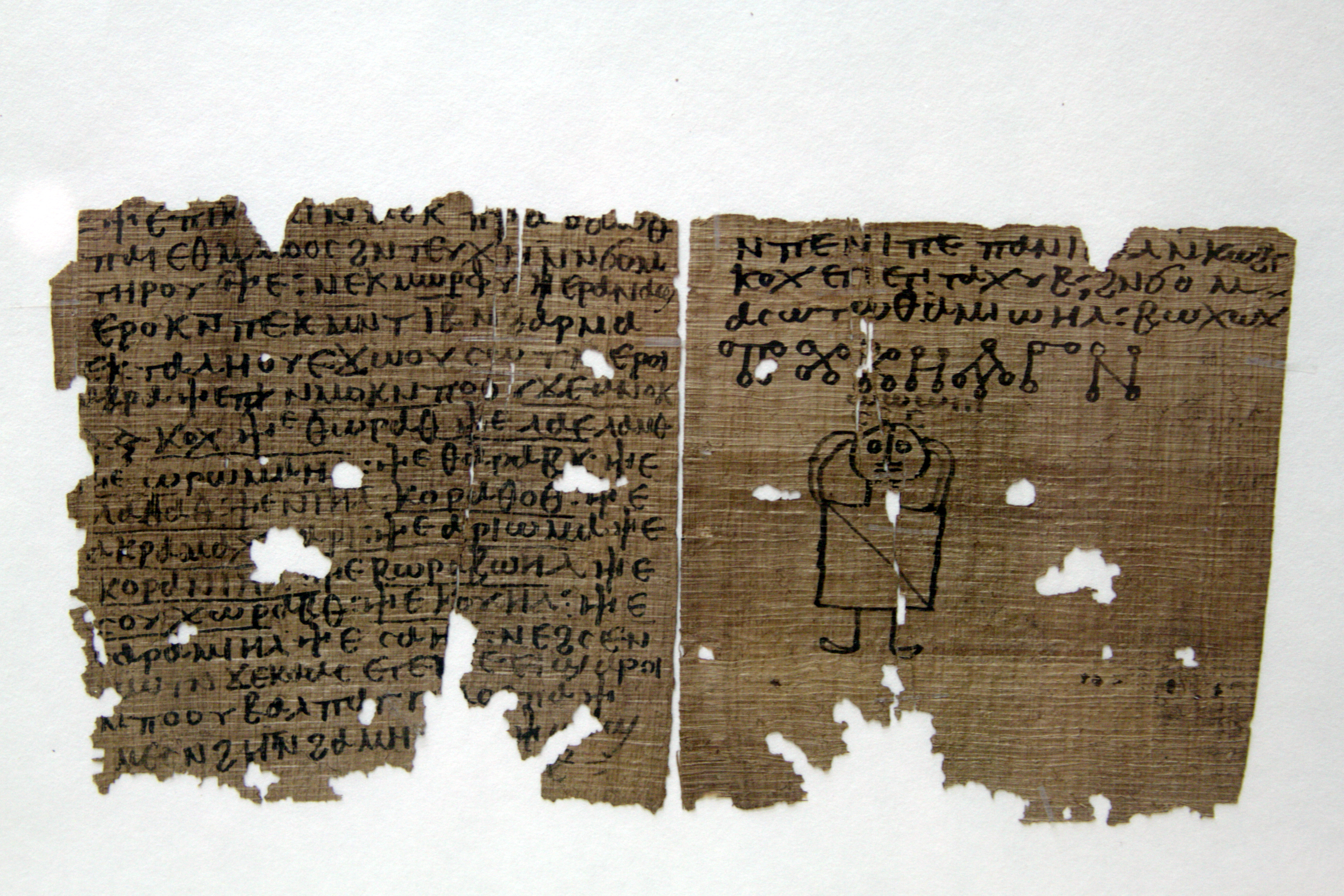
Магічний текст
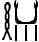
Магічні заклинання
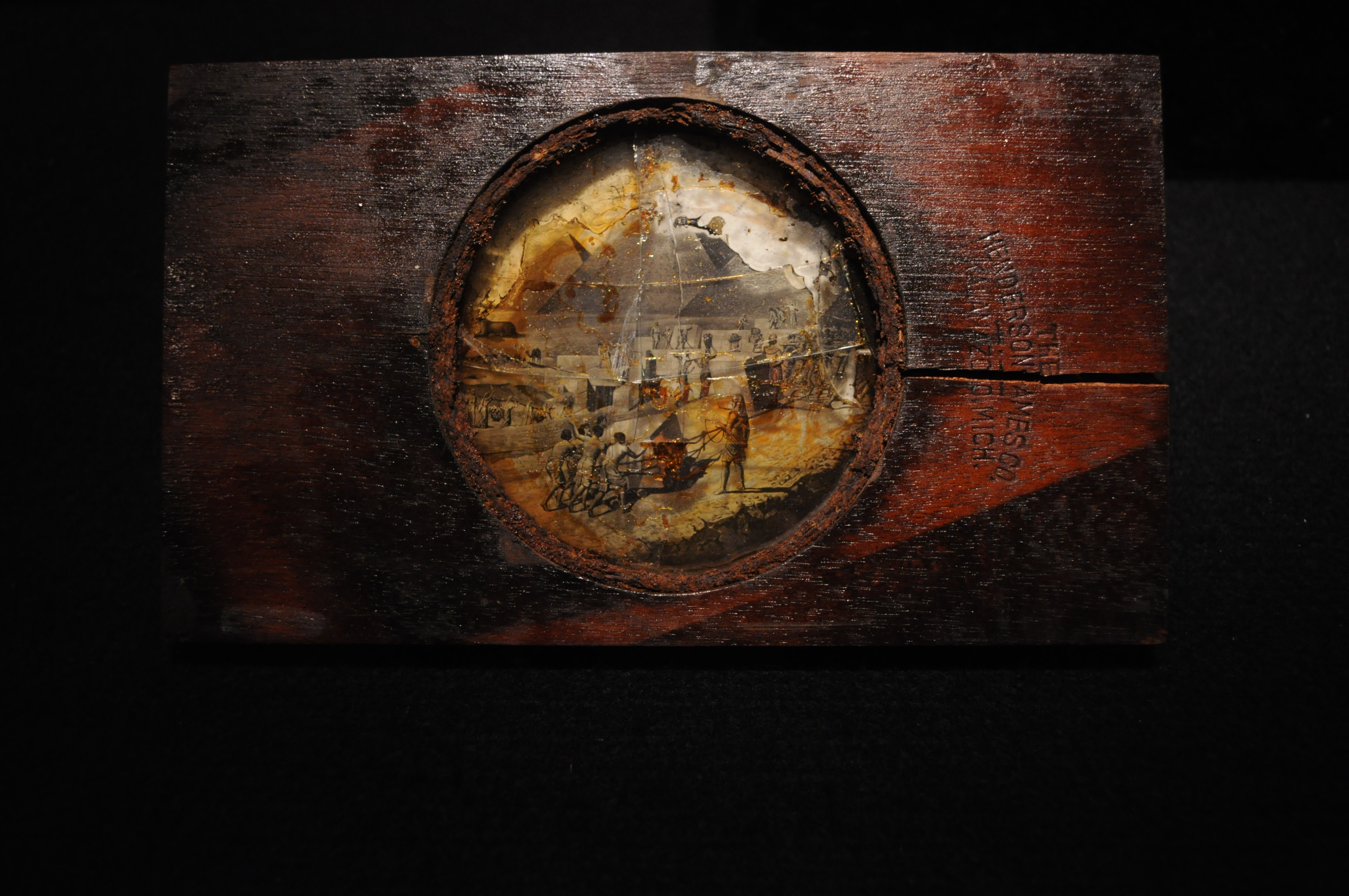
Чарівний ліхтар